# Kalkkinen kanal
Kalkkinen kanal (fi. Kalkkisten kanava) är en kanal som förbinder sjöarna Päijänne och Ruotsalainen i Asikkala kommun i Päijänne-Tavastland. Kanalen är 1 315 meter lång, har en sluss och en höjdskillnad på 0,90–1,15 meter. Kanalen är byggd 1875–1878 och förnyad 1961–1964. Kalkkinen är en av Finlands livligast trafikerade slusskanaler, år 2017 registrerades här 2 224 slussningar.
När kanalen moderniserades 1961–1964 var tanken att den skulle användas för att reglera Päijännes nivå. Den nya slussen blev 500 meter lång, 20 meter bred och 5–7 meter djup beroende på Päijännes nivå. Den är Europas längsta sluss i sötvatten.